# Toluca Centro (estación)
Toluca Centro es una de las estaciones que forman parte del tren interurbano El Insurgente, perteneciente a la única línea existente del sistema. Se ubica en el centro del Estado de México, en el municipio de Toluca de Lerdo.

## Información general
Su nombre se debe a que la estación se encuentra ubicada en el municipio de Toluca y es la más cercana al centro de la cabecera municipal.
Antes de la apertura del servicio, la estación fue llamada Pino Suárez debido a que la estación está construida en el crucero de la Avenida Solidaridad las Torres con Avenida Pino Suárez.

### Afluencia
Se espera alrededor de 4,500 pasajeros en hora de máxima demanda.